# ジャン・ボアン

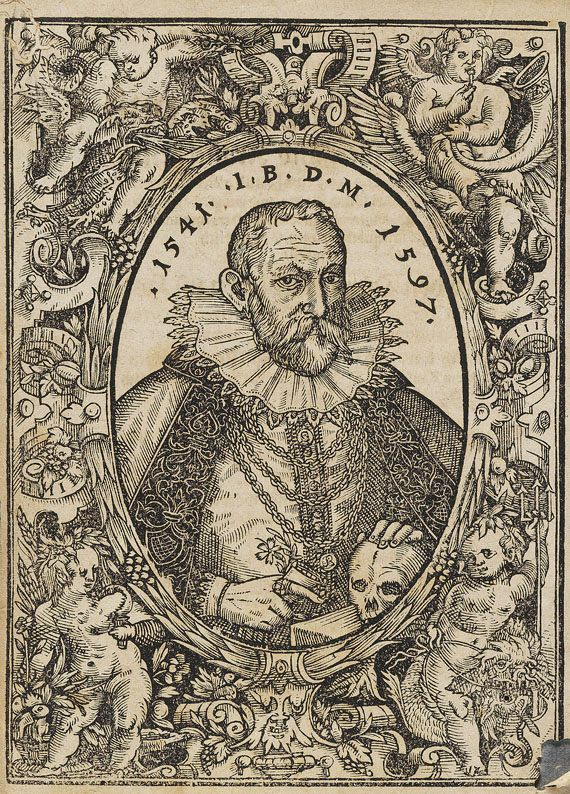
Jean Bauhin

ジャン・ボアン（Jean Bauhin、Johann Bauhinとも、1541年12月12日 – 1613年10月26日）は、スイスの植物学者・医師。植物学者のギャスパール・ボアンの兄である。
バーゼルで生まれた。父親は新教徒となったために、フランスから追われた医師である。植物学をテュービンゲン大学でレオンハルト・フックスのもとで学んだ後、チューリッヒ大学でコンラート・ゲスナーのもとで学んだ。当時の高名な植物学者、ウリッセ・アルドロヴァンディやギヨーム・ロンドレのもとを訪ね、リヨン滞在中はジャック・ダレシャンとともに植物の研究を行ったが宗教上の理由でフランスを去り、スイスに戻った。スイスに帰郷したコンラート・ゲスナーとスイスの植物調査を行った後、バーゼルに定住し、医師として働いた。1570年にモンベリアールのヴュルテンベルク公の宮廷に医師として招かれ、没するまで、モンベリアールに住んだ。モンベリアールの大庭園（Grands-Jardins de Montbéliard）で珍しい植物を栽培し、その中には新大陸から伝わったジャガイモも含まれた。
マメ科のハカマカズラ属 （Bauhinia 、園芸分野ではバウヒニア）の学名はボアン兄弟に因んで命名された。

## 著作
- Historia novi et admirabilis fontis balneique Bollensis. Montbéliard 1598 (online).
- Bericht deß fürstlichen württembergischen Wunderbads und Brunnen zu Boll so durch den hochgelehrten und berümbten Herrn Joannem Bauhinum beschriben. In Reimen verf. durch Joannem Schalyß zu Holtzheim . Foillet , [S.l.] Mümpelgart 1599. Digitalisierte Ausgabe der Universitäts- und Landesbibliothek Düsseldorf
- Kurtzer und warhafftiger Bericht: Was schwärer und mühseliger Kranckheiten vom Jahr 1596 biß ins 1599 wol unnd glücklich seyen geheilet worden. Mümpelgart : Foillet, 1599. Digitalisierte Ausgabe de Universitäts- und Landesbibliothek Düsseldorf
- Historiæ plantarum generalis novæ et absolutissimæ quinquaginta annis elaboratæ iam prelo commissæ prodromus (Johann Heinrich Cherlerと共著). Yverdon 1619
- Historia plantarum universalis, nova, et absolutissima (Johann Heinrich Cherler	と共著). 3 Bände, Yverdon 1650–1651. (Band 1, Band 2, Band 3).

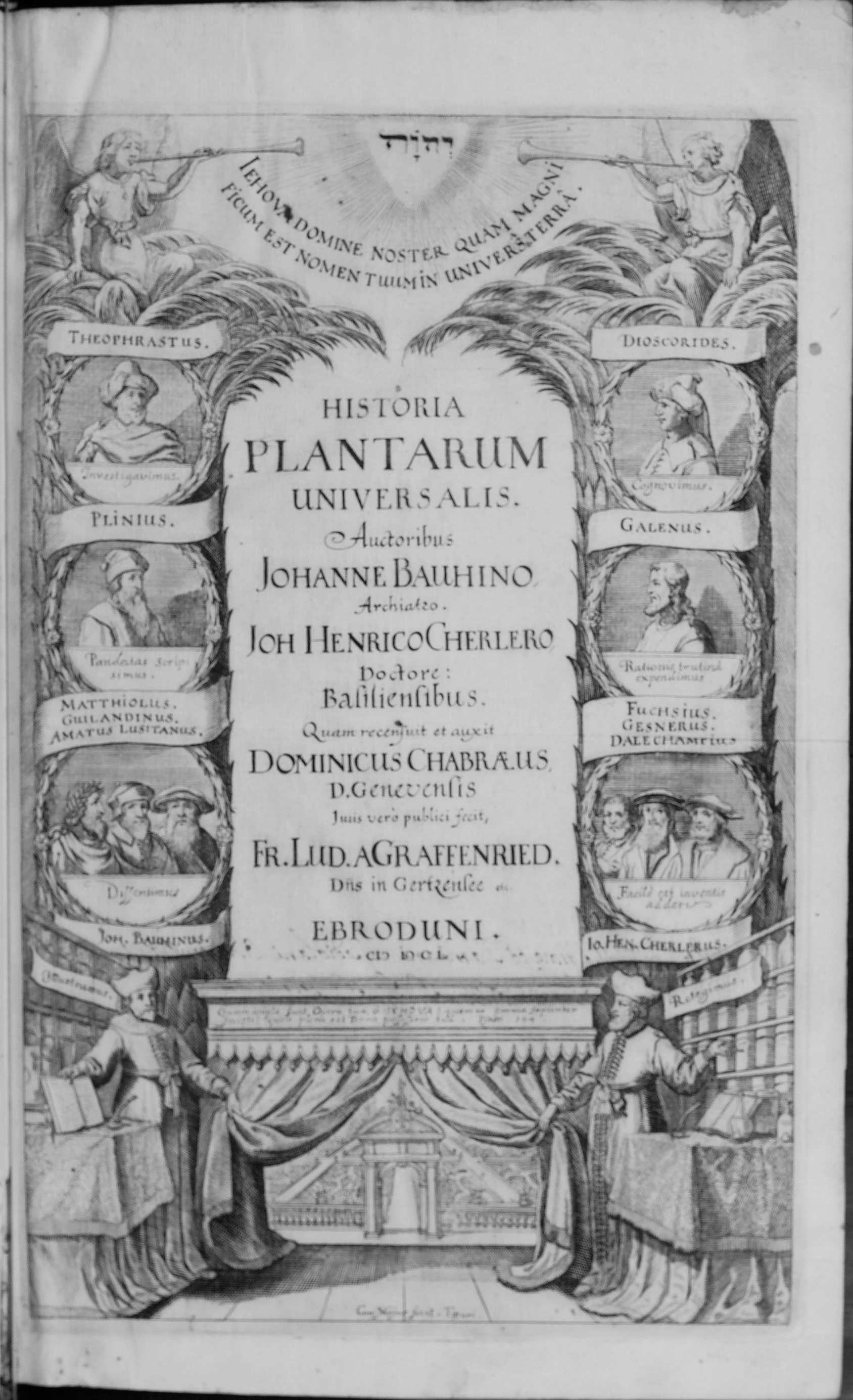
Historia plantarum universalis, 1650